# McRae (Arkansas)
McRae è un comune degli Stati Uniti d'America, situato in Arkansas, nella contea di White.